# Riku Umeda
Riku Umeda (japanisch 梅田 陸空 Umeda Riku; * 27. Oktober 2000 in Präfektur Osaka) ist ein japanischer Fußballspieler.

## Karriere
Riku Umeda erlernte das Fußballspielen in der Schulmannschaft der Osaka Gakuin University High School sowie in der Universitätsmannschaft der Osaka Gakuin University. Seinen ersten Vertrag unterschrieb er am 1. Februar 2023 bei Vegalta Sendai. Der Verein aus Sendai spielte in der zweiten Liga, der J2 League. In seiner Profisaison kam er in Sendai nicht zum Einsatz. Sein Zweitligaligadebüt gab Riku Umeda am 17. August 2024 (27. Spieltag) im Neimspiel gegen den Kagoshima United FC. Bei dem 1:0-Erfolg wurde er in der 55. Minute für den verletzten Koki Matsuzawa eingewechselt.